# Barleria sunzuana
Barleria sunzuana là một loài thực vật có hoa trong họ Ô rô. Loài này được Brummitt & Seyani mô tả khoa học đầu tiên năm 1978.